# Papež Janez VII.
Janez VII. je bil rimski škof, (papež) Rimskokatoliške cerkve, * 650 Rossano (Kalabrija, Italija Bizantinsko cesarstvo) † 18. oktober 707, Rim, Bizantinsko cesarstvo.

## Življenjepis
Papež Janez VII. je bil po rodu Grk in je imel dobre odnose z Langobardi. Težave so bile z Bizancem, kjer je vladal s svojo strahovlado cesar Justinijan.
Papež je bil velik ljubitelj umetnosti in je razvil bogato gradbeno in mozaično dejavnost. Ohranil se je tudi njegov lik na mozaiku. Prikazuje ga, kako v rokah drži obnovljeno cerkev.

## Smrt
Papež Janez VII. je umrl v Rimu dne 18. oktobra 707. Pokopan je v stari cerkvi svetega Petra v Vatikanu.